# Port lotniczy Monastyr

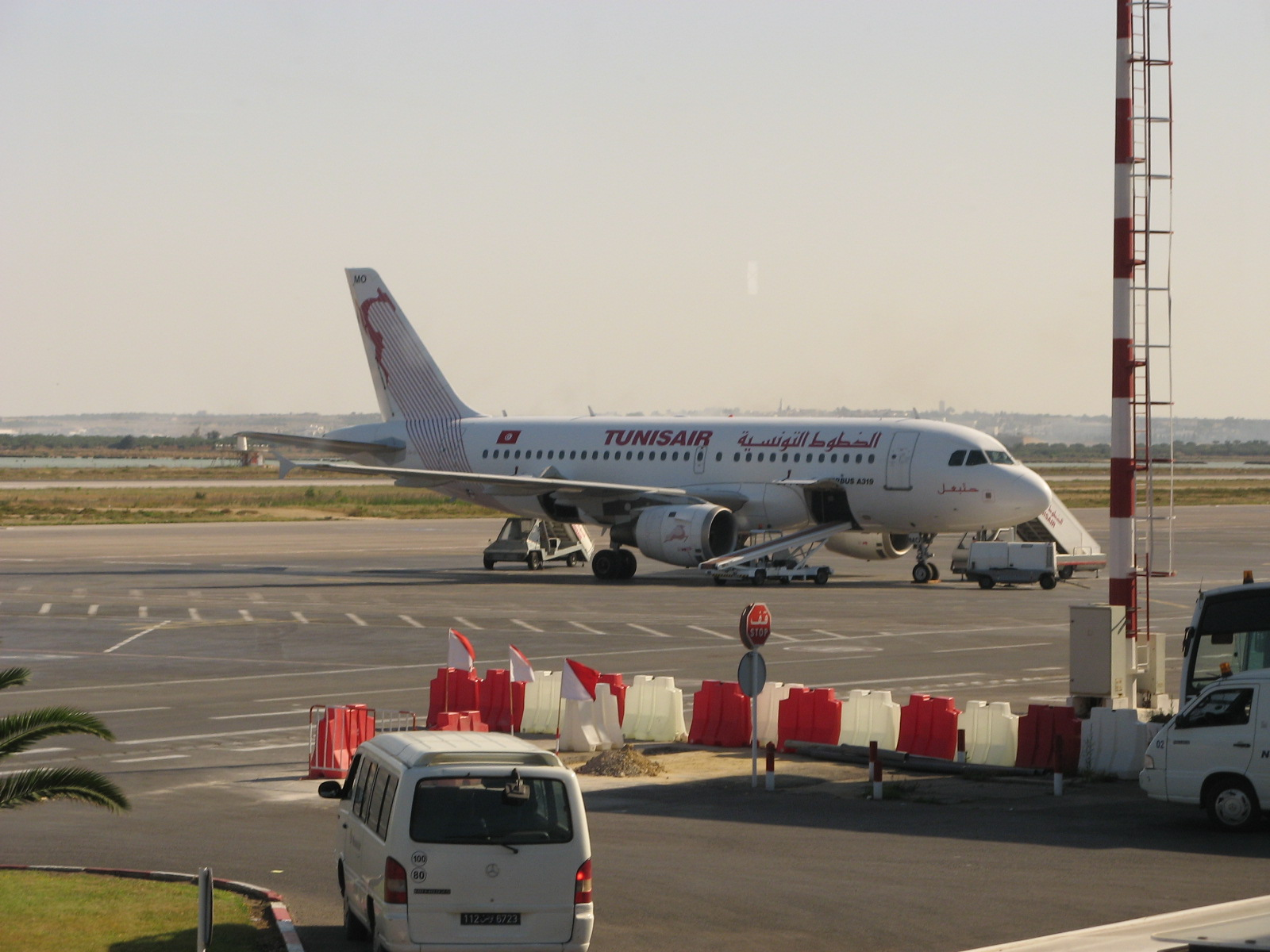
Samolot Airbus A319 "Hannibal" linii lotniczych Tunisair na płycie postojowej lotniska w Monastirze

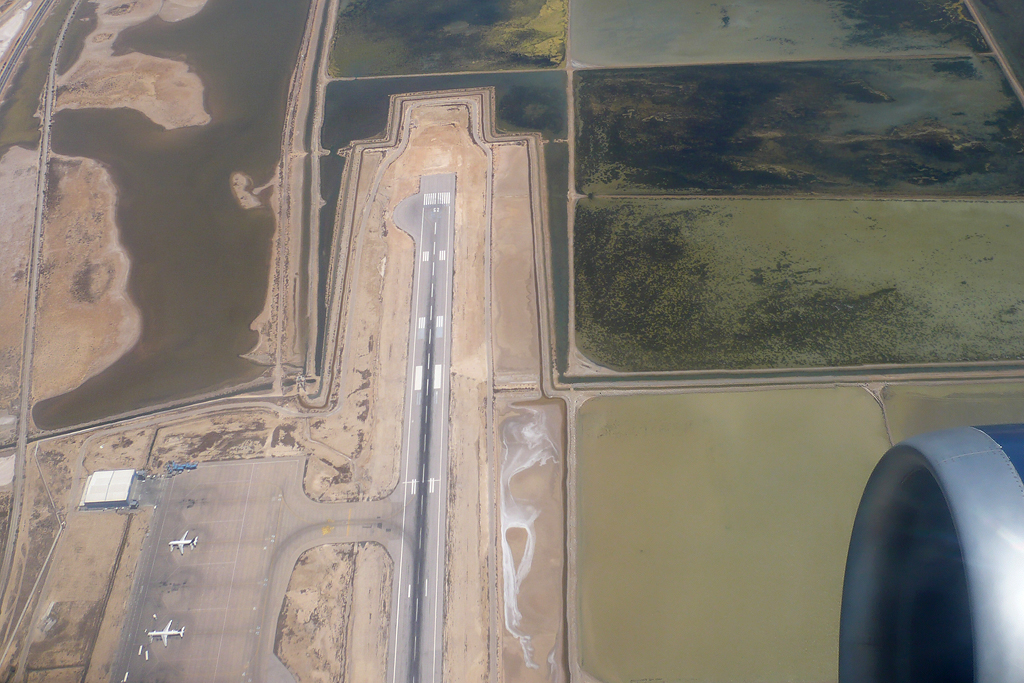
Lotnisko widziane kilka minut po starcie.

Port lotniczy Monastyr (arab. مطار الحبيب بورقيبة الدولي) – międzynarodowy port lotniczy im. Habiba Burguiby położony 8 km na zachód od Monastyru, w pobliżu Susy w Tunezji. Lotnisko zostało oddane do użytku w 1968. Obecnie obsługuje przede wszystkim turystyczny ruch czarterowy z większości krajów Europy oraz państw Afryki Północnej i Bliskiego Wschodu. Dysponuje również siatką połączeń regularnych, realizowanych przez tunezyjskie linie lotnicze Tunisair i Nouvelair. W 2007 port lotniczy w Monastyrze odprawił łącznie 4 279 802 pasażerów, co dało mu pierwszą pozycję wśród lotnisk tunezyjskich pod względem wielkości ruchu pasażerskiego (wyprzedził stołeczny port lotniczy Tunis-Kartagina). 

## Infrastruktura
Port lotniczy w Monastyrze dysponuje jedną utwardzoną drogą startową o długości 2950 m i szerokości 45 m (kierunki podejścia 07/25). Droga ta umożliwia operowanie większości typów samolotów pasażerskich i transportowych oraz jest wyposażona w system wspomagania lądowania przy ograniczonej widzialności ILS.
Lotnisko posiada 1 terminal pasażerski o przepustowości planowej 3,5 mln pasażerów rocznie (46 stanowisk odpraw, 12 bramek) oraz terminal cargo.

## Kierunki lotów i linie lotnicze
| Linia Lotnicza     | Kierunek |
| ------------------ | --- |
| Air France         | Sezonowo: 1. Paryż-Charles de Gaulle |
| Air Serbia         | Sezonowe czartery: 1. Belgrad 2. Nisz |
| Austrian Airlines  | Sezonowe czartery: 1. Wiedeń |
| Brussels Airlines  | Sezonowo: 1. Bruksela |
| Discover Airlines  | Sezonowo: 1. Frankfurt 2. Monachium (od 3 maja 2024) |
| Eurowings          | Sezonowo: 1. Kolonia/Bonn 2. Düsseldorf |
| Luxair             | Sezonowo: 1. Luksemburg |
| Neos               | Sezonowo: 1. Mediolan-Bergamo 2. Bolonia 3. Mediolan-Malpensa 4. Rzym-Fiumicino 5. Werona |
| Nouvelair          | 1. Berlin 2. Bruksela 3. Düsseldorf 4. Frankfurt 5. Hanower 6. Lyon 7. Monachium 8. Nicea 9. Paryż-Charles de Gaulle 10. Stuttgart Sezonowo: 1. Lipsk/Halle 2. Lille Sezonowe czartery: 1. Lizbona 2. Porto |
| Smartwings         | Sezonowe czartery: 1. Brno 2. Ostrawa 3. Pardubice 4. Praga |
| Smartwings Poland  | Sezonowe czartery: 1. Katowice 2. Warszawa-Okęcie |
| Smartwings Hungary | Sezonowe czartery: 1. Budapeszt |
| Sundair            | Sezonowo: 1. Berlin 2. Brema |
| TAP Portugal       | Sezonowo: 1. Lizbona |
| Transavia.com      | 1. Lyon 2. Nantes 3. Paryż-Orly Sezonowo: 1. Marsylia 2. Nicea |
| Tunisair           | 1. Bruksela 2. Frankfurt 3. Hamburg 4. Lyon 5. Marsylia 6. Monachium 7. Nicea 8. Paryż-Orly |